# Società dei Devoti della Rivoluzione Islamica
La Società dei devoti della rivoluzione islamica (in iraniano: جمعیت ایثارگران انقلاب اسلامی; in inglese: Society of Devotees of the Islamic Revolution) è un partito politico conservatore iraniano. L'attività iniziale risale al marzo 1995, mentre la fondazione è del 3 febbraio 1997. La legalizzazione risale invece al 26 luglio 1999.
Viene chiamato non formalmente Isargaran, una parola che connota l'altruismo in iraniano ed è associato ad altri movimenti politici. Molti membri del partito sono veterani della guerra Iran-Iraq. Uno dei fondatori del partito è stato Mahmoud Ahmadinejad.
Fa parte del Fronte dei Principalisti Trasformazionalisti.